# Mohammad Fazal
Mohammad Fazal (født 29. maj 2002) er en fodboldspiller fra Danmark, der spiller for svenske Jönköpings Södra IF.